# Jean Gutweniger
Jean Gutweniger (né le 13 novembre 1892 et mort le 11 juillet 1979) est un gymnaste suisse.
Il obtient trois médailles olympiques en gymnastique en 1924 à Paris : une médaille d'argent au cheval d'arçons, une médaille d'argent à la barre fixe et une médaille de bronze au concours par équipes.

## Palmarès

### Jeux olympiques
- Paris 1924
  -  médaille d'argent au cheval d'arçons
  -  médaille d'argent à la barre fixe
  -  médaille de bronze au concours par équipes